# Football Club Pohang Steelers
Il Football Club Pohang Steelers, noto semplicemente come Pohang Steelers, è una società calcistica di Pohang, città della Corea del Sud. Milita nella K-League, la massima divisione del campionato nazionale.
Originariamente denominata POSCO, dal nome dell'azienda dell'acciaio e del ferro Pohang che la possedeva, venne fondata nel 1973. È una delle squadre di calcio storicamente più valide della Corea del Sud. Il club divenne professionistico nel 1984 e cambiò il suo nome in POSCO Dolphins, ma dal 1985 cambiò di nuovo nome in POSCO Atoms.
A livello nazionale ha vinto 5 campionati nazionali e 6 coppe nazionali, mentre a livello internazionale si è aggiudicato 3 AFC Champions League, risultando, a pari merito con l'Urawa Reds, la seconda squadra più titolata in tale torneo dopo l'Al-Hilal.

## Denominazione
- Dal 1973 al 1984: POSCO Football Club
- Dal 1984 al 1985: POSCO Dolphins Football Club
- Dal 1985 al 1995: POSCO Atoms Football Club
- Dal 1995 al 1997: Pohang Atoms Football Club
- Dal 1997: Football Club Pohang Steelers

## Palmarès

### Competizioni nazionali
- Campionato sudcoreano: 5

1986, 1988, 1992, 2007, 2013
- Coppa della Corea del Sud: 6

1996, 2008, 2012, 2013, 2023, 2024
- Coppa di Lega sudcoreana: 2

1993, 2009

### Competizioni internazionali
- AFC Champions League: 3  (record sudcoreano)

1997, 1998, 2009

## Rosa 2024-2025
| N. |                                 | Ruolo | Calciatore              |
| -- | ------------------------------- | ----- | ----------------------- |
| 2  | Australia (bandiera)            | D     | Alex Grant              |
| 3  | Corea del Sud (bandiera)        | D     | Lee Kwang-joon          |
| 4  | Corea del Sud (bandiera)        | D     | Jeon Min-gwang          |
| 5  | Australia (bandiera)            | D     | Jonathan Aspropotamitis |
| 6  | Corea del Sud (bandiera)        | D     | Sin Jin-ho              |
| 7  | Ucraina (bandiera)              | C     | Borys Tashchy           |
| 8  | Bosnia ed Erzegovina (bandiera) | A     | Mario Kvesić            |
| 9  | Corea del Sud (bandiera)        | C     | Kim Hyun-sung           |
| 10 | Corea del Sud (bandiera)        | C     | Kang Sang-woo           |
| 11 | Corea del Sud (bandiera)        | C     | Lee Gwang-hyeok         |
| 13 | Corea del Sud (bandiera)        | D     | Gwon Wan-gyu            |
| 14 | Corea del Sud (bandiera)        | C     | Oh Beom-seok            |
| 16 | Corea del Sud (bandiera)        | C     | Lee Seung-mo            |
| 17 | Corea del Sud (bandiera)        | C     | Shin Kwang-hoon         |
| 20 | Corea del Sud (bandiera)        | A     | Lee Ho-jae              |
| 21 | Corea del Sud (bandiera)        | P     | Lee Jun                 |

| N. |                          | Ruolo | Calciatore      |
| -- | ------------------------ | ----- | --------------- |
| 22 | Corea del Sud (bandiera) | D     | Park Jae-woo    |
| 23 | Corea del Sud (bandiera) | A     | Roh Kyung-ko    |
| 24 | Corea del Sud (bandiera) | D     | Bae Seul-Ki     |
| 25 | Corea del Sud (bandiera) | D     | Kim Seong-ju    |
| 26 | Corea del Sud (bandiera) | C     | Woo Min-geol    |
| 27 | Corea del Sud (bandiera) | D     | Lee Seok-gyu    |
| 28 | Corea del Sud (bandiera) | C     | Cho Jae-hoon    |
| 30 | Corea del Sud (bandiera) | C     | Kim Ryun-Sung   |
| 31 | Corea del Sud (bandiera) | P     | Kang Hyeon-mu   |
| 32 | Corea del Sud (bandiera) | A     | Park Seung-wook |
| 33 | Corea del Sud (bandiera) | D     | Choi Do-yoon    |
| 37 | Corea del Sud (bandiera) | A     | Kim Ho-nam      |
| 38 | Corea del Sud (bandiera) | D     | Woo Chan-Yang   |
| 39 | Corea del Sud (bandiera) | C     | Lee Rae-Joon    |
| 41 | Corea del Sud (bandiera) | C     | Cho Sung-hoon   |
| 57 | Corea del Sud (bandiera) | C     | Lee Soo-bin     |
| 82 | Colombia (bandiera)      | C     | Manuel Palacios |
| 88 | Corea del Sud (bandiera) | C     | Kwon Ki-pyo     |

## Allenatori
| Allenatori - 1973-1984 Han Hong-Ki - 1985-1986 Choi Eun-Taek - 1987-1992 Lee Hoi-Taek - 1993-1995 Huh Jung-moo - 1996-2000 Park Sung-Hwa - 2001-2004 Choi Soon-Ho - 2005-2009 Sérgio Farias - 2010 Waldemar Lemos - 2010 Park Chang-hyun - 2011-2015 Hwang Sun-hong - 2016 Choi Jin-cheul - 2016-2019 Choi Soon-ho - 2019-2023 Kim Gi-dong - 2024-Oggi Park Tae-ha |

## Sponsor
- 1982-1995: Pro-Specs e Adidas
- 1995: Pro-Specs
- 1996-2001: Adidas
- 2002: Diadora
- 2003-2005: Puma
- 2006-2012: Kappa
- 2013-2014: Astore
- 2015-2016: Hummel
- 2017-2020: Astore
- 2021-Oggi: Puma